# حملة جينيان
```
كانت 
حملة جينيان
، أو 
تمرد جينيان
، 
حربًا أهلية
 امتدت لثلاث سنوات بين عامي ١٣٩٩ و١٤٠٢ في السنوات الأولى من حكم 
سلالة مينغ
 للصين. وقعت الحرب بين سليلين لمؤسس سلالة مينغ هونغ وو: بين حفيده من ابنه الأول والابن الرابع لتسو يوان تسانغ تسو دي، أمير يان. على الرغم من أن تسو يون وين كان قد اختير وليًا للعهد لتسو يوان تسانغ وتوج 
إمبراطورًا
 عند وفاة جده في عام ١٣٩٨، بدأت النزاعات بالظهور مباشرة بعد وفاة يوان جونغ. بدأ تسو يون وين باعتقال أولاد يوان جونغ الآخرين على الفور، وسعى إلى تقليل خطرهم. ولكن في غضون سنة بدأ نزاع عسكري علني، وتواصلت الحرب إلى أن استولت قوات الأمير يان على العاصمة الإمبراطورية 
نانجينغ
. تلا سقوط نانجينغ وفاة إمبراطور جيان وين، تسو يون وين. ومن ثم توج تسو دي إمبراطورًا ثالثًا لسلالة مينغ، الإمبراطور يونغلي.
```

## الخلفية
بعد تأسيس سلالة مينغ في عام 1368، بدأ تسو يوان جونغ (1328 – 1398)، والذي عرف أيضًا بلقب إمبراطور هونغ وو، بتوطيد أركان سلطة البلاط الملكي. وخصص أقاليم لأفراد العائلة الملكية وأرسلهم في مهام في كافة أرجاء الإمبراطورية. كان لدى الإمبراطور هونغ وو 26 ابنًا، كان من بينهم أولئك الذين عاشوا حتى سن البلوغ وأولئك الذين عادة ما أوكلت إليهم أراض وقوات كبيرة. لم يكن أفراد الأسرة الملكية هؤلاء يملكون صلاحيات إدارية على مناطقهم، إلا أن جيشًا شخصيًا أوكل إليهم تراوح عدده بين 3000 و19 ألف مقاتل. وأوكلت قوات أكبر لأفراد الأسرة الملكية الذين أرسلوا إلى الحدود الشمالية. على سبيل المثال، قيل إن الولد ال 17 لتسو يوان جونغ تسو كوان، أمير نينغ، كان يمتلك جيشًا يبلغ تعداده أكثر 80 ألف مقاتل.
توفي ولي العهد الأصلي، الابن الأول ليوان جانغ تسو بياو، قبل يوان جونغ عن عمر ال 36 في عام 1392. وبدلًا من إعلانه ولدًا آخر من أولاده كولي للعهد، أعلن يوان تسانغ تتويج أكبر أولاد بياو الباقين على قيد الحياة، تسو يون وين (1377 - 1402)، وريثًا جديدًا للعرش. وبذلك كان تسو يون وين ابن أخ أولاد يوان تسانغ الآخرين، الأمراء الإقطاعيين، وشعر بتهديد من قبل قوتهم العسكرية.

### مقدمة
في شهر مايو من عام 1398، مع وفاة جده تسو يوان تسانغ، اعتلى تسو يون وين العرش وسمي إمبراطور جيان وين. وأصدر على الفور أمرًا ببقاء عمومته في أراضيهم المحددة، ومن ثم بمساعدة معاونيه المقربين كي تاي وهوانغ زيتشينغ، وضع خططًا تطالب بتقليل القوة العسكرية لخصومه هؤلاء. كان تسو دي، الابن الرابع لتسو يوان تسانغ وأمير يان، أول من طبقت عليه هذه الخطة نظرًا إلى أنه كان يمتلك الإقليم الأكبر، إلا أن الاقتراح لاقى رفضًا.
بعد فترة قصيرة، في شهر يوليو من عام 1398، اعتقل إمبراطور جيان وين عمه الخامس تسو سو، أمير تسو في كايفنيغ بتهمة الخيانة. جرد الأمير وأفراد أسرته من مكانتهم الملكية وأرسلوا إلى منفى في يونان. في شهر أبريل من عام 1399، جرد ثلاثة آخرون من أولاد تسو يوان تسانغ، الأمراء كي وداي وتشيانغ، إلى جانب أفراد أسرتهم من مكانتهم الملكية. وضع الأميران كي وداي تحت الإقامة الجبرية في نانجينغ وداتونغ، على التوالي، في حين انتحر أمير تشيانغ. بعد مرور شهرين، خسر ولد آخر، أمير مين، مكانته الملكية أيضًا وأرسل إلى منفى في فوجيان. ومع تزايد حدة الخلاف بين الأمراء الإقليميين وابن أخيهم الإمبراطور، تولى أمير يان، الذي كان أكبر العموم الباقين على قيد الحياة للإمبراطور، والذي كان يترأس الجيش الأقوى، عمليًا دورًا قياديًا من بين العموم.

## الحرب الأهلية

#### الهجوم على بيبينغ
في شهر ديسمبر من عام 1398، ومن أجل منع ما كان يراه هجومًا محتملًا من عمه، كان أمير يان الإمبراطور جيان وين قد عين العديد من أفراد طاقمه الإمبراطوري في بيبينغ (بكين في يومنا هذا) حيث كان تسو دي قد أرسل. ردًا على ذلك، تظاهر تسو دي بالمرض فيما كان يحضر لحرب متوقعة. إلا أن أخبار المؤامرة وصلت للطاقم الإمبراطوري في بيبينغ من قبل أحد أفراد الطاقم في بلاط يان. نتيجة لذلك، أمر البلاط الإمبراطوري باعتقال أمير يان. قرر تسانغ تشين، أحد أفراد الطاقم الإمبراطوري، تسريب الأمر الإمبراطوري إلى أمير يان. وبهدف التحضير للاعتقال الوشيك، أمر تسو دي جنراله تسانغ يو بحشد 800 جندي لحراسة مكان إقامة يان في بيبينغ.
في شهر يوليو، طوق الطاقم الإمبراطوري مكان إقامة يان، ورد تسانغ يو بإعدام الطاقم الإمبراطوري ومن ثم الهجوم على بوابات بيبينغ. مع حلول الليل، كان تسو دي يسيطر على المدينة وأعلن تمردًا علنيًا ضد البلاط الإمبراطوري. خلال الأيام القليلة التي تلت ذلك، استولت قوات يان على تونغ تسو وجيزو ودون هوا وميون. بحلول نهاية شهر يوليو، وقع معبر جويونغ وهوايلاي ويونغ بينغ بيد قوات يان، وباتت منطقة بيبينغ بأكملها فعليًا تحت سيطرة يان.
مع استيلاء قوات يان على هوايلاي، فر أمير جو إلى نانجينغ من إقليمه في تشانغ جياكو، الذي كان يقع على مقربة من قوات يان. في شهر أغسطس، طالب الأمر الإمبراطوري بعودة أميري لياو ونينغ إلى نانجينغ. وافق أمير لياو على الأمر في حين رفضه أمير نينغ. كان أمير داي ينوي دعم قوات يان، إلا أنه أرغم على البقاء تحت الإقامة الجبرية في داتونغ.

### الهجوم الأول
في شهر يوليو من عام 1399، وصلت أخبار التمرد إلى نانجينغ. أمر إمبراطور جيان وين بتجريد أمير يان من مكانته الملكية وبدأ بجمع قوات للهجوم على قوات يان. وأقيم مقر لقيادة الحملة في تسيندينغ، مقاطعة هيبي.
نظرًا إلى أن العديد من جنرالات بلاط مينغ كانوا إما قد توفوا أو أقصوا من قبل مؤسس سلالة مينغ تسو يوان تسانغ، كان الافتقار إلى القادة العسكريين الخبراء مثار قلق كبير. ومع عدم وجود خيارات أخرى، عين جينغ بينغ وين الذي كان يبلغ من العمر 65 عامًا قائدًا ل 130 ألف من قوات الحكومة وقادهم شمالًا في حملة ضد قوات يان. في 13 من شهر أغسطس، وصلت القوات الحكومية إلى تسيندينغ. وكتحضير للهجوم، قسمت القوات وأرسلت كل فرقة إلى هيجيان وتشنغتشو وتشيونجيان. إلا أن قوات يان شنت هجومًا مباغتًا في 15 من شهر أغسطس 1399 على تشيونجيان وتشنغتشو واستولت على كلتا المدينتين وضمت قواتهما.
استسلم أحد الجنرالات في معسكر جينغ بينغ وين لتسو دي، وأعلمه بمواقع قوات جينغ بينغ وين. أوصى تسو دي الجنرال بالرد على الرسالة بأن قوات يان ستصبح على مقربة خلال وقت قصير لإقناع جينغ بينغ وين بحشد قواته للتحضير لهجوم شامل.
في 24 أغسطس من العام نفسه، وصلت قوات يان إلى ووجي شيان. واستنادًا إلى المعلومات التي جمعت من سكان محليين ومن القوات المستسلمة، بدأت قوات يان بالتحضير لهجوم على قوات الحكومة.
شنت قوات يان هجومًا مباغتًا على جينغ بينغ وين في اليوم التالي، وتبعتها معركة شاملة النطاق. قاد تسو دي بنفسه هجومًا ضد خاصرة قوات الحكومة، وتعرض جينغ بينغ وين لهزيمة ساحقة نتيجة لذلك. استسلم ما يزيد عن 3000 مقاتل لقوات يان، وفرّت القوات المتبقية للحكومة عائدة نحو تسيندينغ. استسلم الجنرال جو تشينغ إلى تسو دي. خلال الأيام القليلة التالية، حاولت قوات يان الاستيلاء على تسيندينغ، إلا أن محاولتها باءت بالفشل. في 29 من شهر أغسطس من عام 1399، انسحبت قوات يان عائدة إلى بيبينغ. أعيد جو تشينغ إلى بيبينغ لمساعدة تسو غاوتشي في الدفاع عن المدينة.

### الهجوم الثاني
مع وصول أنباء هزيمة جينغ بينغ وين إلى نانجينغ، بات الإمبراطور جيان وين قلقًا بصورة متزايدة من وقوع حرب. اقترح هوانغ زيتشينغ تعيين لي جينغ لونغ قائدًا جديدًا، وقبل المقترح على الرغم من معارضة كي تاي. في 30 من شهر أغسطس من عام 1399، قاد لي جينغ لونغ جيشًا تعداده 500 ألف مقاتل وتقدم نحو هيجيان. ومع وصول تلك الأنباء إلى معسكر يان، كان تسو دي متيقنًا من نصر يان بعد استعراضه لنقاط ضعف لي جينغ لونغ.

### دفاع بيبينغ
في 1 من شهر سبتمبر من عام 1399، بدأت قوات الحكومة بفرض حصار من شبه جزيرة لياو دونغ على مدينة يونغ بينغ. قاد تسو دي قوات يان لتعزيز دفاعات المدينة في 19 من شهر سبتمبر، وهزم قوات لياو دونغ بحلول يوم 25 من الشهر نفسه. في أعقاب ذلك النصر، قرر تسو دي غزو مدينة دانينغ التي كان يسيطر عليها أمير نينغ من أجل ضم جيشه. وصلت قوات يان إلى دانينغ في 6 من شهر أكتوبر ودخل تسو دي المدينة. وتمكن من إجبار أمير نينغ والقوات في دانينغ على الخضوع له، وبذلك تزايدت قوة قوات يان بصورة كبيرة.